# Viktor Lvovich Kirpichov

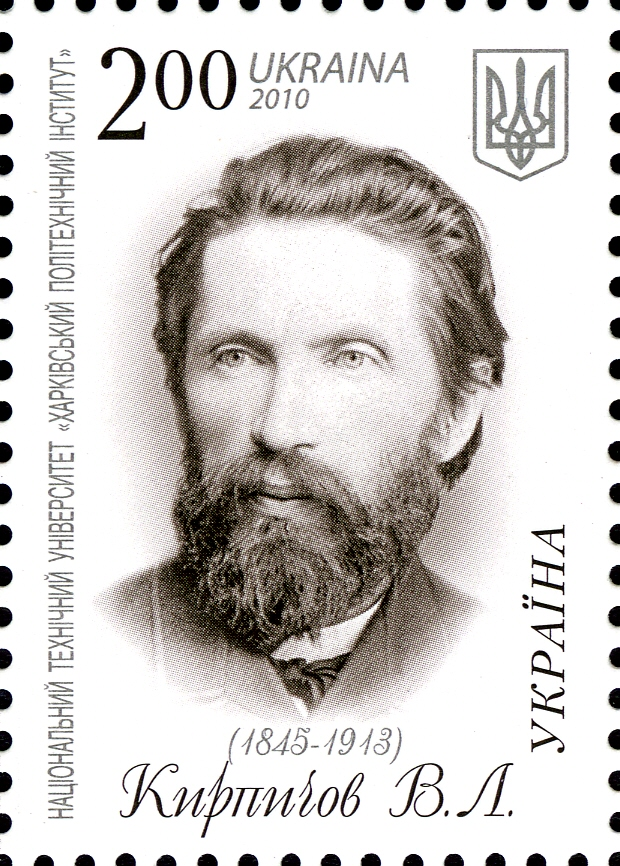
Selo ucraniano de 2010 em homenagem ao engenheiro

Viktor Lvovich Kirpichov (São Petersburgo, 1845 — 1913) foi um engenheiro russo.
Foi o primeiro professor de mecânica aplicada e de mecânica estrutural do Instituto Politécnico de São Petersburgo.
Foi professor, dentre outros, de Alexei Krylov, Boris Galerkin, Ivan Bubnov e Stephen Timoshenko. 